# Città di Gosford
La città di Gosford è una Local Government Area che si trova nel Nuovo Galles del Sud. Essa si estende su una superficie di 940 chilometri quadrati e ha una popolazione di 162.440 abitanti. La sede del consiglio si trova a Gosford.